# R.U.S.E.
 (septembre 2015).
Si vous disposez d'ouvrages ou d'articles de référence ou si vous connaissez des sites web de qualité traitant du thème abordé ici, merci de compléter l'article en donnant les références utiles à sa vérifiabilité et en les liant à la section « Notes et références ».
R.U.S.E. est un jeu vidéo de stratégie en temps réel développé par Eugen Systems et édité par Ubisoft, sorti en septembre 2010 sur Windows, PlayStation 3, Xbox 360.

## Trame
La campagne commence en avril 1945, avec une référence à un espion appelé Prométhée. L'identité de ce dernier est inconnue. Le jeu est renvoyé 2 ans plus tôt, en Afrique du Nord où on rencontre le Major Joseph Sheridan qui prend le contrôle de la 1re division blindée de la US Army. Sheridan, au cours de ses missions qui le mènent en Italie, en France, aux Pays-Bas, en Belgique et enfin l'Allemagne, rencontre très souvent des difficultés face à l'ennemi bien renseigné sur les plans militaires américain, grâce à Prométhée. En avril 1945, Sheridan promu au poste de Général de division et son associé Campbell (du service de renseignement britannique) découvrent que Prométhée est en fait Kate Garner, une attaché des services de renseignement américains (et allemands), rencontrée plus tôt dans l'histoire. Elle s'associe aux Russes après la défaite nazie, vole des fusées V2 armées de têtes nucléaires et monte un projet d'invasion de l'Allemagne. Sheridan s'oppose à ce projet, tout en évitant une 3e Guerre Mondiale.

## Système de jeu

### Généralités
Contrairement à la plupart des jeux de stratégie en temps réel, R.U.S.E. n'utilise pas de brouillard de guerre. L'aire de jeu est représentée par une table stratégique d'un poste de commandement. Le joueur prend en charge le commandement des unités. Les unités terrestres ennemies invisibles sont représentées par des jetons de casino : les unités qui ne disposent pas de blindage par des petits jetons et ceux qui en ont, par des gros jetons. L'aviation est représentée par des triangles. Si les unités adverses peuvent être vues sur toute la carte, le joueur ne peut connaître précisément les unités déployées qu'avec des unités de reconnaissance ou une RUSE d'espionnage.
Le gameplay repose également sur un système de cartes à jouer : les ruses. La carte est découpée en plusieurs secteurs. Chaque joueur commence une partie avec deux cartes (4 pour le mode Guerre totale) et en gagne une nouvelle toutes les deux minutes. Elles permettent d’acquérir des bonus, d'infliger des malus ou de tromper son adversaire. En début de partie, chaque joueur possède 200 $, un quartier général et deux ruses. Il existe dix ruses différentes :
- Blitz : augmente de 50 % la vitesse des unités situé sur le secteur.
- Fanatisme :  oblige les unités à se battre jusqu'à la mort, sans fuir (tout en annulant une ruse adverse : Terreur).
- Terreur : Les unités adverses fuient 50 % plus vite.
- Base factice : permet de déployer une base factice soit de blindés, soit d'infanterie, soit d'artillerie, soit d'aviation.
- Fausse offensive : permet de générer des unités factices soit terrestres, soit aériennes, qui feindront d'attaquer la zone désignée.
- Espionnage : révèle toutes les unités non identifiées (ne marche pas sur une zone dont l'ennemi a utilisé une ruse Silence Radio).
- Décryptage : révèle tous les ordres ennemis.
- Silence radio : dissimule toutes les unités (à l'exception de celles qui sont vues par la reconnaissance adverse).
- Filets de camouflage : dissimule tous les bâtiments (à l'exception de ceux qui sont vus par la reconnaissance adverse) .
- Infos inversées : déguise les unités légères (petit jeton) en unités lourdes (gros jetons) et vice-versa.

### Factions
R.U.S.E. propose six factions différentes (sept avec le DLC - Soleil Levant), qui disposent chacune de capacités et d'unités uniques :
- Les États-Unis
- La Grande-Bretagne
- L'Allemagne
- L'Italie
- L'URSS
- La France
- Le Japon (DLC)

### Types d'unités
R.U.S.E. propose différents types d'unités chacune ayant ses forces et ses faiblesses.
- L'infanterie légère
- Les véhicules non blindés
- Les chars légers et légers avancés
- Les chars moyens et moyens avancés
- Les chars lourds et lourds avancés
- Les unités légère anti-char anti-aérien
- Les chasseurs
- Les chasseurs bombardiers
- Les bombardiers
- L’artillerie

## Développement
Le jeu a bénéficié d'une démo[Quoi ?] sur PlayStation 3 disponible le 25 août 2010 pour les abonnés PlayStation Plus, soit une semaine avant la démo officielle sur les autres supports (Xbox 360 et PC).
La musique du jeu a été écrite par le compositeur américain Tom Salta.
R.U.S.E. se démarque par son moteur IRISZOOM permettant de gérer des cartes de très grande taille, ce qui permet de gérer ses troupes dans une vue globale, ou au contraire de zoomer au plus près de l'action.
C'est le seul jeu de genre stratégie à bénéficier du contrôle des personnages par le PlayStation Move sur la version PS3 et le premier vrai grand jeu de stratégie qui tire parti des écrans tactiles multi-touch.
Le jeu a été retiré de Steam le 8 décembre 2015, à la demande d'Ubisoft. Si le jeu est toujours jouable et téléchargeable pour ceux qui l'ont déjà, il est désormais nécessaire de passer par un vendeur tiers pour acheter le jeu.

## Accueil
- Edge : 8/10[3]
- GameSpot : 70 %[4]
- IGN : 8,5/10[5]
- Jeuxvideo.com : 17/20[6]